# Vladímir Dmítrievich Nabókov
Vladímir Dmítrievich Nabókov (en ruso: Влади́мир Дми́триевич Набо́ков), nacido en Tsárskoie Seló el 8 de julio de 1870 y muerto en Berlín el 28 de marzo de 1922, fue un político y abogado ruso.
Profesor de derecho, conocido por sus ideas liberales, fue uno de los miembros fundadores del Partido Constitucional Democrático ruso. Era el segundo hijo de Dmitri Nikoláievich Nabókov, ministro de justicia del Imperio ruso, y padre del célebre escritor Vladímir Nabókov.

## Biografía

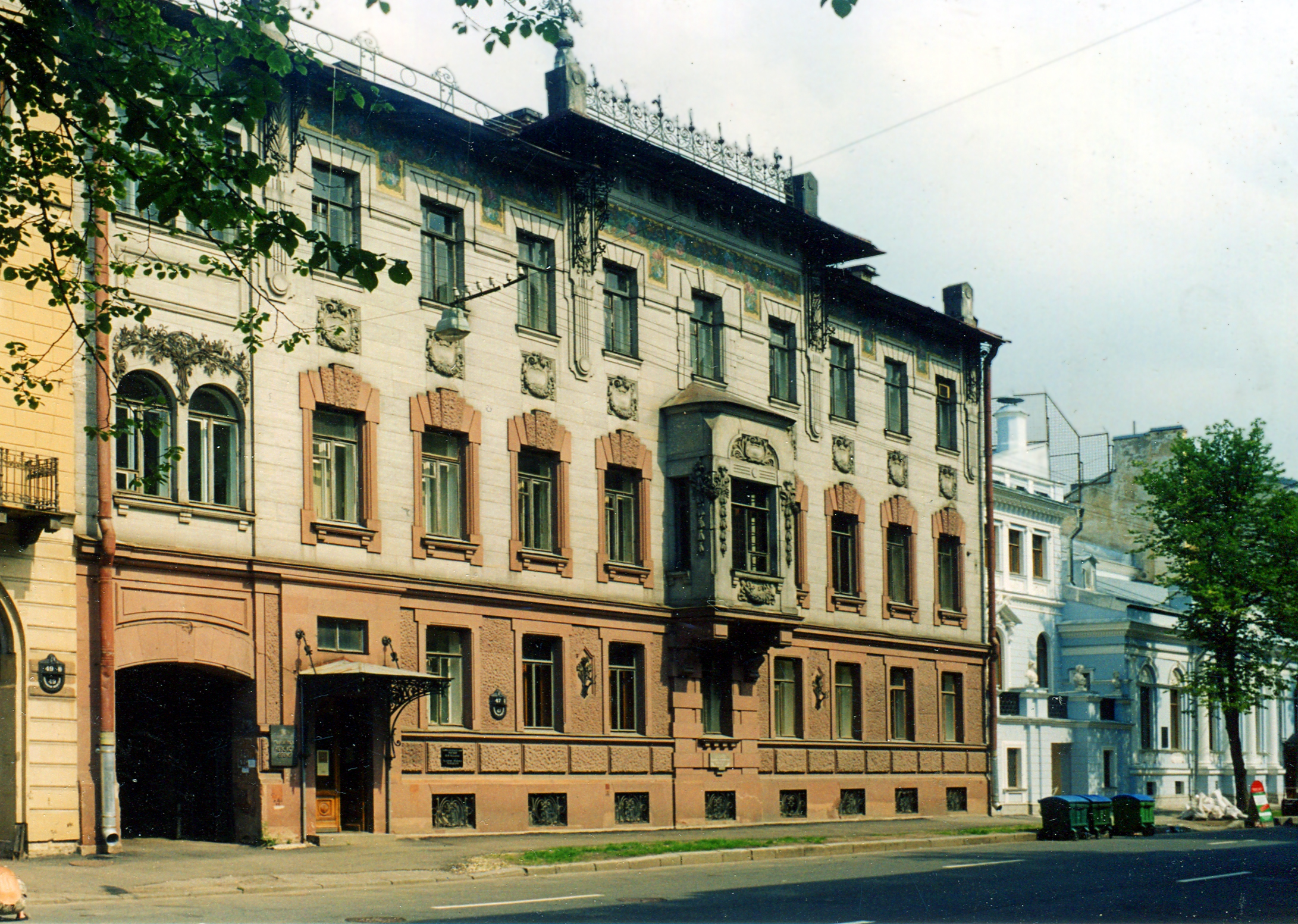
Palacete de Vladímir Nabókov en San Petersburgo.

Desde 1904 hasta 1917 fue el editor del periódico liberal Rech ("La Voz").
Del 6 al 9 de noviembre de 1904, el ministro del Interior, Piotr Sviatopolk-Mirski (padre de Dmitri Mirski), cedió a las pretensiones de la Asamblea de los "zemstvos" (los 300 representantes) y concedió el derecho de reunirse en lugares privados, como el palacete de Vladímir Dmítrievich Nabókov (en el 47 de la calle Bolshaya Morskaya), que se convirtió en centro de actividades políticas.
En enero de 1905, después de la masacre del Domingo sangriento en San Petersburgo, Vladímir Dmítrievich hace aceptar al cabildo de la capital imperial la constitución de unos fondos de ayuda a las víctimas de la manifestación.
Algunos meses más tarde, los disturbios de la Revolución rusa de 1905 desembocan en la firma del Manifiesto de Octubre, por el que el emperador Nicolás II concede varias libertades y jura la primera Constitución del Imperio ruso.

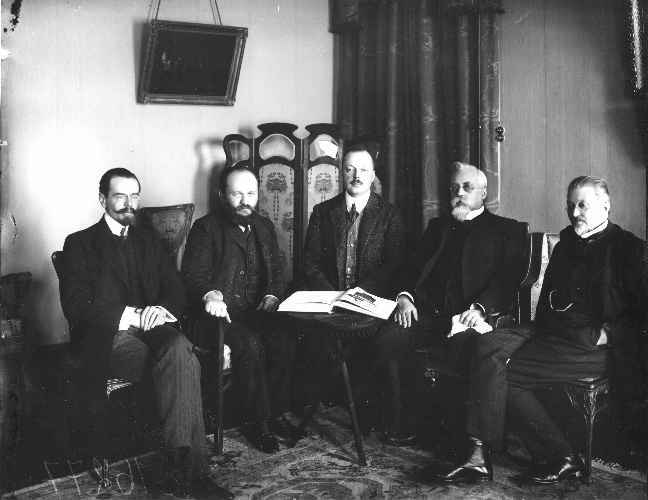
Diputados de la Primera Duma Fiódor Kokoshkin, Maksim Vináver, Vladímir D. Nabókov, Serguéi Múromtsev (presidente de la Duma) e Iván Petrunkévich (de izda. a dcha.). 1906

En 1906, el Partido Democrático Constitucional (KD) -del que forma parte Vladímir Dmítrievich- obtiene un tercio de los escaños de la primera Duma de Estado del Imperio ruso. Miembro fundador del partido KD, figura entre los representantes electos. Fue considerado como el defensor más abierto de derechos de los judíos en el Imperio ruso, continuando en una tradición familiar que había sido sostenida por su propio padre, Dmitri Nabókov, quien como ministro de justicia bajo el zar Alejandro II se opuso con éxito a medidas antisemitas que se intentaban aprobar por el Gobierno.
Pero en julio de 1906, Nicolás II, violando por completo la recién promulgada primera Constitución de Rusia, proclama la disolución del Parlamento. Una parte de los diputados se amotinan, mantienen las sesiones en Víborg (ciudad portuaria próxima a San Petersburgo) y redactan el Manifiesto de Víborg, llamando al pueblo ruso a amotinarse contra el poder zarista, en particular negándose a pagar impuestos y tasas. Entre los diputados rebeldes figuraba Vladímir Dmítrievich Nabókov.
Esta rebelión contra el poder autocrático del zar, le supone (al igual que a los demás diputados insumisos) una estancia de algunos meses en prisión.
En marzo de 1917, Nabókov fue uno de los dos juristas encargados de redactar el acto de abdicación de Miguel Románov, que no había llegado a reinar ni durante un solo día, y cuya firma marcó el final del Imperio ruso.

### Asesinato
Vladímir Dmítrievich murió asesinado en la noche del 28 de marzo de 1922. En esa fecha, sus dos primeros hijos -entonces estudiantes en la Universidad de Cambridge- estaban de vacaciones en Berlín.
Aquella noche, Nabókov asistía a una conferencia política, cuando un activista ruso de extrema derecha Serguéi Taboritsky, se acercó al escenario cantando el himno nacional zarista, abriéndose fuego a continuación contra el político liberal y editor Pável Miliukov, que sobreviviría al tiroteo. En respuesta, Nabókov saltó al escenario y luchó contra el pistolero. Otro de los asesinos disparó contra él dos veces, matándolo instantáneamente. Uno de los autores del crimen fue Piotr Shabelsky-Bork, que tras ser juzgado y cumplir su condena, fue amigo de Alfred Rosenberg, el notorio ideólogo nazi.
La desaparición de Nabókov estuvo en consonancia con su carrera como demócrata: murió defendiendo a Miliukov, uno de sus rivales políticos. Está enterrado en el cementerio ortodoxo ruso de Berlín-Tegel.

### Vida privada
Perteneciendo a la clase alta acomodada, Vladímir Dmítrievich pudo brindar a su familia numerosas estancias en lugares de vacaciones de diferentes países europeos: Abbazia, Wiesbaden, Biarritz, Bad Kissingen... Disfrutaba montando en bicicleta en sus propiedades, jugaba al tenis y se consagraba a la captura de mariposas, una pasión que transmitió a su hijo mayor Vladímir (es conocida la afición a la entomología del que luego sería famoso escritor). Poseía una colección de lepidópteros que fascinaba a sus hijos. Sin embargo, no parece haber compartido la pasión de su esposa Yelena Ivánovna Rukavíshnikova por el póquer, que podía jugar durante noches enteras, o por la recolección de setas. Fue quien trajo a Rusia en 1904 desde Munich los primeros teckel, que fueron los perros predilectos de su mujer hasta el final de sus días en Praga